# 녜웨이궈
녜웨이궈(섭위국, 중국어 간체자: 聂卫国, 정체자: 聶衛國, 병음: Niè Wèigúo, 1952년 8월 - )는 중화인민공화국의 정치인이다. 현재 국무원 장강삼협공정 건설위원회 판공실 주임을 맡고 있다.

## 생애
녜웨이궈는 이전에 쓰촨성과 충칭 시에서 중국 공산당 내의 다양한 직책을 역임했다. 그는 1996년 중국공산당 중앙당교에서 정치경제학 학위를 받았으며, 2005년부터 2010년까지 신장 생산 건설 병단에서 정치 위원을 지냈다.
제16차, 제17차, 제18차 중국공산당 중앙정치국원을 역임했다.